# Рембо II (граф Оранжа)

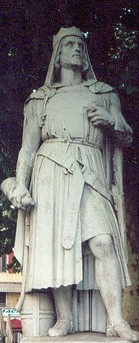
Рембо II

Рембо II (фр. Raimbaut II, лат. Raimboldus comes de Oringis) — граф Оранжа (также носил титул виконта Ниццы). Старший сын Бертрана (сына Рембо) и его жены Аделаиды.

## Биография
Дата его рождения неизвестна (возможно, около 1066 года).
Согласно Альберу Аахенскому и Вильгельму Тирскому, в 1096 году Рембо Оранский отправился в Первый крестовый поход и воевал вместе с Адемаром де Ле Пюи и Робертом Фландрским, участвовал в осаде Антиохии.
О его подвигах рассказывается в поэме «Освобождённый Иерусалим». Он остался в Палестине, где и умер, вероятно, в 1121 году.
По другой версии, Рембо II вернулся из крестового похода на родину (ок. 1108) и поселился в Ницце, а Оранское графство передал дочери с зятем.

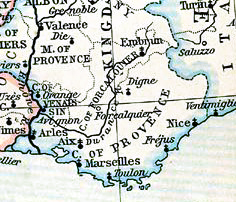
Оранж и Ницца на карте Прованса XII в.

Рембо II был женат, но имя его супруги неизвестно. Сыновей у него не было. Его дочь Тибурж (ранее 1096 — ок. 1150) с 1115 года упоминается как графиня Оранская. Она вышла замуж за Гильома Омеласского, второго сына сеньора де Монпелье Гильома V . Их сын и наследник — трубадур Рембо Оранский.
В 1846 году на главной площади Оранжа была установлена статуя Рембо II.